# Ablemma sedgwicki
Ablemma sedgwicki là một loài nhện trong họ Tetrablemmidae.
Loài này thuộc chi Ablemma. Ablemma sedgwicki được Shear miêu tả năm 1978.